# Hexatoma (Eriocera) kempi
Hexatoma (Eriocera) kempi is een tweevleugelige uit de familie steltmuggen (Limoniidae). De soort komt voor in het Oriëntaals gebied.